# Tanja Chub
Tanja Chub (Oekraïne, 16 mei 1970) is een Nederlands damster die in Oekraïne is geboren en opgegroeid. In 1996 emigreerde Chub naar Nederland waar ze woont in Hoorn (West-Friesland). Ze werd Nederlands kampioen bij de vrouwen in 1998, 2001, 2005, 2007 en 2008. 
Ze nam deel aan de wereldkampioenschappen voor vrouwen van 1991 in Minsk, 1993 in Brunssum, 2001 in Velp (met een negende plaats) en 2003 in Zoutelande. 
Haar grootste succes boekte ze in 2002 toen ze in Vilnius Europees kampioen bij de vrouwen werd. 
Ze was in 2004 de eerste en tot nu toe enige vrouw die heeft deelgenomen aan de finale van het algemene Nederlands kampioenschap. In dat toernooi behaalde ze geen overwinning, 10 remises en 3 nederlagen.
Zij bezit de titels Internationaal Grootmeester vrouwen, Nationaal Meester vrouwen en Kandidaat Meester Nationaal.
In 2008 nam zij deel aan de World Mind Sports Games die in Peking (China) plaatsvonden. Zij werd tweede en won een zilveren medaille, dit was de eerste medaille voor Nederland ooit op de World Mind Sports Games en tevens de enige tijdens die editie.